# Cordyceps guangdongensis
Cordyceps guangdongensis är en svampart som beskrevs av T.H. Li, Q.Y. Lin & B. Song 2008. Cordyceps guangdongensis ingår i släktet Cordyceps och familjen Cordycipitaceae.   Inga underarter finns listade i Catalogue of Life.